# 東京温泉
東京温泉（とうきょうおんせん）とは、かつて東京都中央区銀座に存在していた企業で、運営していた入浴施設名。1951年に許斐氏利が開業し、1993年に閉館した。東京で初めてサウナと銘打ち、箱型の1人用の蒸し風呂を置いたほか、サービスガールのマッサージが受けられた。

## 概要
許斐氏利が開業した日本初のサウナ施設。1951年（昭和26年）から1993年（平成5年）まで運営されていた入浴レジャー施設であり、蒸し風呂やミルク風呂、個室トルコ、マッサージ室などのほか、キャバレー、ホール、麻雀クラブ、食堂酒場と娯楽施設を備え、はとバスの観光コースでもあった。「ミス・トルコ」と名付けられたサービスガールを募集して話題を呼び、個室の入浴料は600円（当時一般の銭湯は12円）という高級浴場だった。
また木村毅によるコラム『東京案内記』（黄土社、昭和26年刊）にも記され、また映画では成瀬巳喜男監督の「銀座化粧」やヤコペッティを一躍有名にしたモンド映画「世界残酷物語」の日本でのロケ地にも使われていた。
バブル期の株式・不動産投資やゴルフ場開発の失敗で経営が行き詰まり、2004年（平成16年）10月28日に民事再生法の適用を申請。
閉店後は銀座ウォール・ビルディング（通称ウォールビル）という名称の13階建て多目的ビルへと建て替え（1989年竣工）、主なテナントではフカヒレを売り物とし人気を得た中華料理の福臨門酒家（ビル所有者の交代に伴う賃上げのため2006年に5丁目の並木通り沿いへ移転）や英会話学校のラド・インターナショナルカレッジ日本校の銀座校、カラオケのパセラリゾーツ銀座店などが入居、なおビル上層部は賃貸住宅である銀座ウォールビルレジデンスとして営業している。
温泉内容
- トルコ風呂（注: 日本において性的サービスを目的としたいわゆる特殊浴場を指す隠語としてこの語が使われる原因となったのが当温泉におけるこの名称であるが、当初はハンマームのようなあかすりやマッサージを提供する場として始めたものであった。性的サービスの「元祖」とされる場合もある。）
- 千人風呂
- 砂風呂
- 坊主地獄

## 東京温泉ステーションプラザ 東京クーア
同じく東京温泉株式会社による入浴施設で、JR東京駅八重洲口地下にあった店舗。男性専用。早朝6時から営業しており、寝台列車等で東京駅に到着したビジネスマンや旅行者などにも重宝されていた。東名ハイウェイバスのドリーム号利用者にも割引券が提供されていた。2007年（平成19年）3月29日、東京駅再開発工事のため閉店。

## 歴代代表
- 許斐勝彦(～2004年11月9日) ‐ 許斐氏利の長男[4]
- 土井正紀(2004年11月9日～2007年3月12日)
- 中川春喜(2007年3月12日～解散)
- 坂井賢一(会社分割後2007年10月31日～2010年6月30日)
- 許斐氏義(2010年6月30日～解散)

## 東京温泉事件
1956年に裁判沙汰となった写真掲載に関する事件で、「写真サロン事件」「香水風呂事件」とも言われる。1954年に、来日中のアメリカの合唱団が東京温泉のサウナを利用する様子が撮影され、一般客も写りこんだまま『写真サロン』誌に「東京温泉」の題で掲載され、説明文に「ボンヤリと順番を待つ肥った人の表情、真ん中にいる半裸のサービスガールがちょっとエロチックでおもしろい」と記載された。撮影された一般客2名（大企業の管理職）が、写真が無断で公開されたことにより人格を傷つけられたとして、撮影した通信社の写真部員、掲載した出版社、場所を提供した東京温泉を相手取って謝罪広告と損害賠償を求めて訴えたが、東京地裁は、原告側は撮影を避けることもできたうえ、撮影された以上は公表されうることを黙認したものであり、掲載記事も特に不穏当ではないとして棄却した。。

## 関連書籍
- 書籍「カストリ時代　レンズが見た昭和20年代」（林忠彦著、朝日文庫)